# H树

H树的前十层

在分形几何中，H树（英語：H tree）是一种分形树结构，由互相垂直的线段构成，其中任意一条线段的长度都是次一级线段的{\displaystyle {\sqrt {2}}}倍。它因类似于字母“H”的重复图案而得名。它的豪斯多夫维数为2，能任意接近矩形中的每一点。其应用包括超大规模集成电路设计和微波工程。

## 构造
H树可从任意长度的线段开始构造，首先在该线段的两个端点作出两条垂线，如此反复，同时将每级绘制的线段长度缩短{\displaystyle {\sqrt {2}}}倍。
另一种生成相同分形集的方法是从一个边长比为1:{\displaystyle {\sqrt {2}}}的矩形（称为“银矩形”）开始，将其重复平分为两个较小的银矩形，每级中用线段连接两个较小矩形的几何中心。可以在其他任意形状的矩形中进行类似的过程，但在银矩形中，每级线段长度以{\displaystyle {\sqrt {2}}}倍均匀减小，而对于其他矩形，长度会以奇偶交替的方式以不同的倍率减小。

## 性质
H树是自相似的分形；其豪斯多夫维数为2。
H树的节点能任意接近矩形中的每一点（划分出的矩形的质心对于用于构建的原矩形也一样）。然而，其并不包括矩形内的所有点，如初始线段的垂直平分线。

## 应用
在超大规模集成电路的设计中，H树可以作为完全二叉树布局，其总使用面积与树节点的数目成正比。此外在图表绘制中，H树布局能节省空间，可作为点集结构的一部分。
它通常用于时钟分配网络，以将时钟信号路由至芯片各处，而传播延迟相同，还用作VLSI多处理器中的互连网络。出于同样的原因，H树还用于微带天线阵列的排布上，以使每个独立的微带天线获得的无线信号有相等的传播延迟。
平面H树可以经由在H树平面垂直方向添加线段而推广到三维结构。所得三维H树的豪斯多夫维数为3。已经发现光子晶体和超材料中的人造电磁原子构成了平面及立体H树的结构，还可能在微波工程中有潜在应用。

## 有关分形集
H树是分形冠的一个例子，其中相邻线段所成角始终为180度。就其能任意接近边界矩形中每个点的性质而言，它又像是一条空间填充曲线，虽然它本身并不是一条曲线。
拓扑学上，H树有类似于树枝状的性质。但它并不是枝状的：枝状必须为闭集，而H树未封闭（其闭包为整个矩形）。
曼德尔布罗树是一个与之密切相关的分形，它使用矩形而不是线段，且与H树的位置略有偏差，以使外观更自然。为了抵偿部件宽度的增加，避免自重叠，每级部件的缩小倍数必须比{\displaystyle {\sqrt {2}}}稍大。

## 注
1. ↑  H-Fractal （页面存档备份，存于）, Sándor Kabai, The Wolfram Demonstrations Project.
2. ↑  Kaloshin & Saprykina (2012).
3. ↑  Leiserson (1980).
4. ↑  Nguyen & Huang (2002).
5. ↑  Bern & Eppstein (1993).
6. ↑  Ullman (1984); Burkis (1991).
7. ↑  Browning (1980). See especially Figure 1.1.5, page 15.
8. 1 2  Hou et al. (2008); Wen et al. (2002).
9. ↑  Weisstein, Eric W. (编). . at MathWorld--A Wolfram Web Resource. Wolfram Research, Inc. （英语）.

## 扩展阅读
- Kabai, S., , Püspökladány, Hungary: Uniconstant: 231, 2002.
- Lauwerier, H., , Princeton, NJ: Princeton University Press: 1–2, 1991.